# Mourad Zalfani
Mourad Zelfani (in arabo مراد زلفاني‎?; 11 dicembre 1962) è un lottatore tunisino, specializzato nella lotta libera e greco-romana.

## Biografia
Ai Campionati africani di Tunisi 1988 ha vinto la medaglia d'oro nel torneo di lotta libera 57 kg.
Ha rappresentato la Tunisia ai Giochi olimpici estivi di Seul 1988, dove ha sconfitto il keniano Waruingi Kimani al primo turno, ha perso contro il mongolo Khaltmaa Battuul ed il bulgaro Valentin Ivanov, rispettivamente al secondo e terzo turno.

## Palmarès
| Anno | Manifestazione          | Sede       | Evento   | Risultato | Note |
| ---- | ----------------------- | ---------- | -------- | --------- | ---- |
| 1982 | Campionati africani     | Casablanca | GR 57 kg | 4º        |      |
| 1982 | Campionati africani     | Casablanca | LL 57 kg | 4º        |      |
| 1985 | Giochi panarabi         | Casablanca | GR 57 kg | 4º        |      |
| 1985 | Giochi panarabi         | Casablanca | LL 57 kg | 4º        |      |
| 1987 | Campionati arabi        | Baghdad    | LL 57 kg | Argento   |      |
| 1988 | Campionati africani     | Tunisi     | LL 57 kg | Oro       |      |
| 1988 | Giochi olimpici         | Seul       | LL 57 kg | 3º turno  |      |
| 1991 | Giochi del Mediterraneo | Atene      | LL 57 kg | 5º        |      |
| 1992 | Campionati africani     | Tunisi     | LL 57 kg | 6º        |      |